# 2132 Жуков
2132 Жуков (2132 Zhukov) — астероїд головного поясу, відкритий 3 жовтня 1975 року.
Тіссеранів параметр щодо Юпітера — 3,321.
Названо на честь Георгія Жукова.